# Panzerbrecher-Spitze
Panzerbrecher-Spitze wird eine Pfeilspitze mit meist rhombischem Querschnitt zum Durchschlagen harter Rüstungen genannt. Schlanke Pfeilspitzen dieser Art, wie beispielsweise die Bodkin-Spitze, dienen dem Aufsprengen und Durchschlagen der Kettenglieder eines Kettenhemdes, massivere Modelle finden sich hauptsächlich bei den Bolzen der Armbrust mit dem Ziel, Metallplatten zu durchschlagen.

## Geschichte
Die erste Erwähnung von panzerbrechenden Pfeilspitzen findet sich in den Beschreibungen der Schlacht von Crecy am 26. August 1346, bei der die englischen Langbogenschützen den gepanzerten Rittern weit überlegen waren.